# Barclays Arena

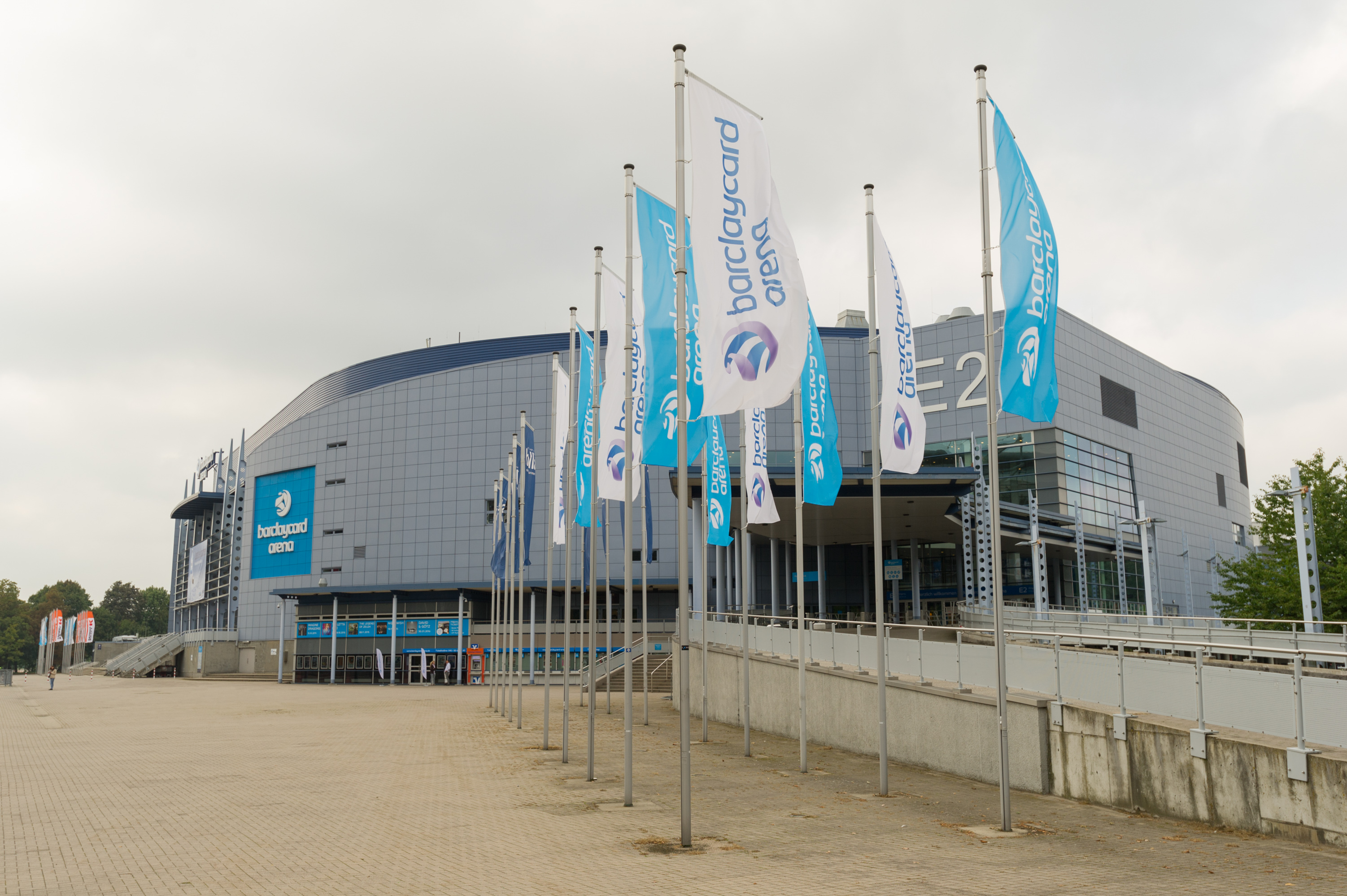
Barclaycard Arena de Hamburgo

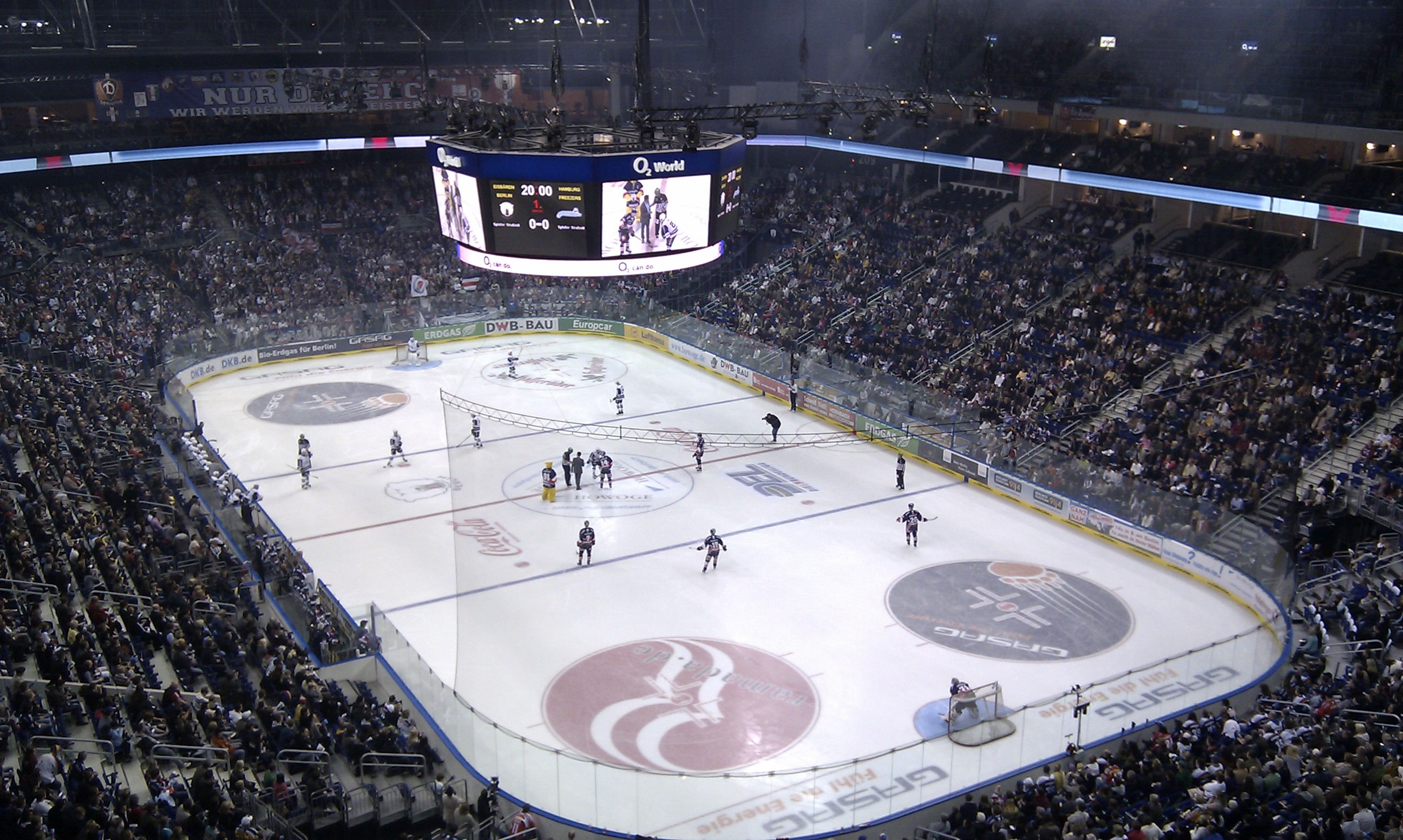
A arena em 2010.

A Barclays Arena, antes conhecida como Color Line, O2 World e Barclaycard Arena, é uma grande arena multi-uso localizada em Hamburgo, na Alemanha, que suporta até 16.000 pessoas, sendo assim uma das maiores arenas do país e uma das maiores de toda a Europa.
O local, pertencente ao Anschutz Entertainment Group, custou 83 milhões de euros e foi aberta em 2002, localizada próxima ao estádio HSH Nordbank Arena. A arena é mais usada para jogos de handebol e hóquei no gelo, sendo a sede dos times Hamburg Freezers e HSV Handball, mas também é muito usada para concertos musicais, já tendo recebido alguns dos maiores cantores e bandas do mundo, como  Shakira, Adele, Celine Dion, Madonna, Nightwish, AC/DC, Metallica, Iron Maiden, e muitos outros.